# Real Madrid Club de Fútbol 2023-2024
Questa voce raccoglie le informazioni riguardanti il Real Madrid Club de Fútbol nelle competizioni ufficiali della stagione 2023-2024.

## Maglie e sponsor
Il fornitore tecnico per la stagione 2023-2024 è Adidas, mentre il main sponsor è Emirates, lo sleeve sponsor è hp subentrato a stagione in corso 
Per la partita Valencia-Real Madrid (2-2) del 2 marzo 2024, i Blancos sono scesi in campo con la seconda maglia della stagione 2022-2023, poiché i kit realizzati da Adidas erano molto simili a quelli dei Blanquinegres, realizzati da PUMA.
|  | Casa | Trasferta | Terza divisa | Valencia-Real Madrid |

## Rosa
Rosa e numerazione aggiornate al 7 gennaio 2024.
| N. |                        | Ruolo | Calciatore        |
| -- | ---------------------- | ----- | ----------------- |
| 1  | Belgio (bandiera)      | P     | Thibaut Courtois  |
| 2  | Spagna (bandiera)      | D     | Daniel Carvajal   |
| 3  | Brasile (bandiera)     | D     | Éder Militão      |
| 4  | Austria (bandiera)     | D     | David Alaba       |
| 5  | Inghilterra (bandiera) | C     | Jude Bellingham   |
| 6  | Spagna (bandiera)      | D     | Nacho (capitano)  |
| 7  | Brasile (bandiera)     | A     | Vinícius Júnior   |
| 8  | Germania (bandiera)    | C     | Toni Kroos        |
| 10 | Croazia (bandiera)     | C     | Luka Modrić       |
| 11 | Brasile (bandiera)     | A     | Rodrygo           |
| 12 | Francia (bandiera)     | C     | Eduardo Camavinga |
| 13 | Ucraina (bandiera)     | P     | Andrij Lunin      |
| 14 | Spagna (bandiera)      | A     | Joselu            |
| 15 | Uruguay (bandiera)     | C     | Federico Valverde |

| N. |                      | Ruolo | Calciatore          |
| -- | -------------------- | ----- | ------------------- |
| 17 | Spagna (bandiera)    | A     | Lucas Vázquez       |
| 18 | Francia (bandiera)   | C     | Aurélien Tchouaméni |
| 19 | Spagna (bandiera)    | C     | Dani Ceballos       |
| 20 | Spagna (bandiera)    | D     | Fran García         |
| 21 | Marocco (bandiera)   | C     | Brahim Díaz         |
| 22 | Germania (bandiera)  | D     | Antonio Rüdiger     |
| 23 | Francia (bandiera)   | D     | Ferland Mendy       |
| 24 | Turchia (bandiera)   | C     | Arda Güler          |
| 25 | Spagna (bandiera)    | P     | Kepa Arrizabalaga   |
| 29 | Uruguay (bandiera)   | C     | Álvaro Rodríguez    |
| 32 | Argentina (bandiera) | C     | Nico Paz            |
| 33 | Spagna (bandiera)    | C     | Gonzalo García      |
| 34 | Spagna (bandiera)    | D     | Álvaro Carrillo     |
| 36 | Brasile (bandiera)   | D     | Vinicius Tobias     |

## Calciomercato

### Sessione estiva
| Acquisti         | Acquisti          | Acquisti          | Acquisti                   |
| R.               | Nome              | da                | Modalità                   |
| ---------------- | ----------------- | ----------------- | -------------------------- |
| D                | Fran García       | Rayo Vallecano    | definitivo (5 milioni €)   |
| C                | Jude Bellingham   | Borussia Dortmund | definitivo (103 milioni €) |
| C                | Arda Güler        | Fenerbahçe        | definitivo (20 milioni €)  |
| P                | Kepa Arrizabalaga | Chelsea           | prestito (1 milione €)     |
| A                | Joselu            | Espanyol          | prestito (0,5 milioni €)   |
| Altre operazioni |                   |                   |                            |
| R.               | Nome              | da                | Modalità                   |
| C                | Brahim Díaz       | Milan             | fine prestito              |
| C                | Antonio Blanco    | Alavés            | fine prestito              |

| Cessioni         | Cessioni      | Cessioni            | Cessioni   |
| R.               | Nome          | a                   | Modalità   |
| ---------------- | ------------- | ------------------- | ---------- |
| A                | Marco Asensio | Paris Saint-Germain | svincolato |
| A                | Karim Benzema | Al-Ittihad          | svincolato |
| A                | Eden Hazard   |                     | svincolato |
| A                | Mariano Díaz  |                     | svincolato |
| D                | Jesús Vallejo | Granada             | prestito   |
| Altre operazioni |               |                     |            |
| R.               | Nome          | da                  | Modalità   |

## Risultati

### Primera División

#### Girone di andata
| Arbitro: | Gil Manzano |

|  |           |                            |
|  | Marcatori | 28’ Rodrygo 36’ Bellingham |

| Arbitro: | Sánchez Martínez |

|            |           |                                  |
| Arribas 3’ | Marcatori | 19’, 60’ Bellingham 73’ Vinícius |

| Arbitro: | de Mera Escuderos |

|  |           |                |
|  | Marcatori | 81’ Bellingham |

| Arbitro: | Melero Lòpez |

|                             |           |             |
| Joselu 47’ Bellingham 90+5’ | Marcatori | 11’ Mayoral |

| Arbitro: | Soto Grado |

|                         |           |                |
| Valverde 46’ Joselu 60’ | Marcatori | 5’ Barrenetxea |

| Arbitro: | Alberola Rojas |

|                              |           |           |
| Morata 4’, 46’ Griezmann 18’ | Marcatori | 35’ Kroos |

| Arbitro: | Munuera Montero |

|                       |           |  |
| Díaz 45+3’ Joselu 54’ | Marcatori |  |

| Arbitro: | Pulido Santana |

|  |           |                                          |
|  | Marcatori | 17’ Joselu 21’ Tchouaméni 71’ Bellingham |

| Arbitro: | Cuadra Fernández |

|                                            |           |  |
| Bellingham 9’, 54’ Vinícius 65’ Joselu 70’ | Marcatori |  |

| Arbitro: | de Burgos Bengoetxea |

|                  |           |              |
| Alaba 74’ (aut.) | Marcatori | 78’ Carvajal |

| Arbitro: | Gil Manzano |

|             |           |                       |
| Gündoğan 6’ | Marcatori | 68’, 90+2’ Bellingham |

| Madrid 5 novembre 2023, ore 21:00 CET 12ª giornata | Real Madrid      | 0 – 0 referto | Rayo Vallecano | Stadio Santiago Bernabéu (70 220 spett.)\| Arbitro: \| Martínez Munuera \| |
| Arbitro:                                           | Martínez Munuera |               |                |                                                                            |

| Arbitro: | Sánchez Martínez |

|                                                |           |          |
| Carvajal 3’ Vinícius 42’, 49’ Rodrygo 50’, 84’ | Marcatori | 88’ Duro |

| Arbitro: | Cuadra Fernández |

|  |           |                                 |
|  | Marcatori | 14’, 64’ Rodrygo 74’ Bellingham |

| Arbitro: | González Fuertes |

|                      |           |  |
| Díaz 26’ Rodrygo 57’ | Marcatori |  |

| Arbitro: | Soto Grado |

|            |           |                |
| Ruibal 66’ | Marcatori | 53’ Bellingham |

| Arbitro: | Figueroa Vázquez |

|                                                |           |             |
| Bellingham 25’ Rodrygo 37’ Díaz 64’ Modrić 68’ | Marcatori | 54’ Morales |

| Arbitro: | de Mera Escuderos |

|  |           |               |
|  | Marcatori | 90+2’ Vázquez |

| Arbitro: | Muñiz Ruiz |

|             |           |  |
| Rüdiger 79’ | Marcatori |  |

#### Girone di ritorno
| Arbitro: | De Burgos Bengoetxea |

|  |           |                 |
|  | Marcatori | 14’, 56’ Joselu |

| Arbitro: | Hernández Maeso |

|                                                   |           |                          |
| Bellingham 57’ (rig.) Vinícius 67’ Carvajal 90+9’ | Marcatori | 1’ Ramazani 43’ González |

| Arbitro: | Soto Grado |

|           |           |                             |
| Muñoz 53’ | Marcatori | 65’ Vinícius 84’ Tchouaméni |

| Arbitro: | Sánchez Martínez |

|          |           |                   |
| Díaz 20’ | Marcatori | 90+3’ M. Llorente |

| Arbitro: | Juan Martínez Munuera |

|                                             |           |  |
| Vinícius 6’ Bellingham 35’, 54’ Rodrygo 61’ | Marcatori |  |

| Arbitro: | Muñiz Ruiz |

|                     |           |           |
| De Tomás 27’ (rig.) | Marcatori | 3’ Joselu |

| Arbitro: | De Mera Escuderos |

|            |           |  |
| Modrić 81’ | Marcatori |  |

| Arbitro: | Gil Manzano |

|                        |           |                     |
| Duro 27’ Yaremchuk 30’ | Marcatori | 45+5’, 76’ Vinícius |

| Arbitro: | Melero López |

|                                                                    |           |  |
| Vinícius 21’ Guaita 79’ (aut.) C. Domínguez 88’ (aut.) Güler 90+4’ | Marcatori |  |

| Arbitro: | Martínez Munuera |

|                        |           |                                        |
| Budimir 7’ Muñoz 90+1’ | Marcatori | 4’, 64’ Vinícius 18’ Carvajal 61’ Díaz |

| Arbitro: | Alberola Rojas |

|                 |           |  |
| Rodrygo 8’, 73’ | Marcatori |  |

| Arbitro: | Sánchez Martínez |

|  |           |                |
|  | Marcatori | 48’ Tchouaméni |

| Arbitro: | Soto Grado |

|                                                  |           |                             |
| Vinícius 18’ (rig.) Vázquez 73’ Bellingham 90+1’ | Marcatori | 6’ Christensen 69’ F. López |

| Arbitro: | Munuera Montero |

|  |           |           |
|  | Marcatori | 29’ Güler |

| Arbitro: | Iglesias Villanueva |

|                                      |           |  |
| Díaz 51’ Bellingham 68’ Joselu 90+3’ | Marcatori |  |

| Arbitro: | González Fuertes |

|  |           |                                         |
|  | Marcatori | 38’ F. García 45+2’ Güler 49’, 59’ Díaz |

| Arbitro: | Busquets Ferrer |

|                                                           |           |  |
| Bellingham 10’ Vinícius 27’, 70’ Valverde 45+1’ Güler 81’ | Marcatori |  |

| Arbitro: | Hernández Hernández |

|                            |           |                                         |
| Sørloth 39’, 48’, 52’, 56’ | Marcatori | 14’, 45+2’ Güler 30’ Joselu 40’ Vázquez |

| Madrid 25 maggio 2024, ore 21:00 CEST 38ª giornata | Real Madrid       | 0 – 0 referto | Betis | Stadio Santiago Bernabéu (73 614 spett.)\| Arbitro: \| De Mera Escuderos \| |
| Arbitro:                                           | De Mera Escuderos |               |       |                                                                             |

### Copa del Rey
| Arbitro: | Villaseñor Julián |

|                    |           |                                   |
| Nacho 90+3’ (aut.) | Marcatori | 54’ Joselu 55’ Díaz 90+1’ Rodrygo |

| Arbitro: | Cuadra Fernández |

|                                                  |           |                               |
| Lino 39’ Morata 57’ Griezmann 100’ Riquelme 119’ | Marcatori | 45+1’ (aut.) Oblak 82’ Joselu |

### Supercopa de España
| Arbitro: | Alberola Rojas |

|                                                            |           |                                             |
| Rüdiger 20’ Mendy 29’ Carvajal 85’ Joselu 116’ Díaz 120+2’ | Marcatori | 6’ Hermoso 37’ Griezmann 78’ (aut.) Rüdiger |

| Arbitro: | Martínez Munuera |

|                                          |           |                 |
| Vinícius 7’, 10’, 39’ (rig.) Rodrygo 64’ | Marcatori | 33’ Lewandowski |

### UEFA Champions League

#### Fase a gironi
| Arbitro: | Eskås |

|                  |           |  |
| Bellingham 90+4’ | Marcatori |  |

| Arbitro: | Turpin |

|                                   |           |                                              |
| Østigård 19’ Zieliński 54’ (rig.) | Marcatori | 27’ Vinícius 34’ Bellingham 78’ (aut.) Meret |

| Arbitro: | Oliver |

|           |           |                            |
| Djaló 63’ | Marcatori | 16’ Rodrygo 61’ Bellingham |

| Arbitro: | Umut Meler |

|                                   |           |  |
| Díaz 27’ Vinícius 58’ Rodrygo 61’ | Marcatori |  |

| Arbitro: | Letexier |

|                                                 |           |                         |
| Rodrygo 11’ Bellingham 22’ Paz 84’ Joselu 90+4’ | Marcatori | 9’ Simeone 47’ Anguissa |

| Arbitro: | Obrenovič |

|                        |           |                              |
| Volland 45+1’ Král 85’ | Marcatori | 61’, 72’ Joselu 89’ Ceballos |

#### Fase a eliminazione diretta
| Arbitro: | Peljto |

|  |           |          |
|  | Marcatori | 48’ Díaz |

| Arbitro: | Massa |

|              |           |           |
| Vinícius 65’ | Marcatori | 68’ Orban |

| Arbitro: | Letexier |

|                                          |           |                                          |
| Dias 12’ (aut.) Rodrygo 14’ Valverde 79’ | Marcatori | 2’ Bernardo Silva 66’ Foden 71’ Gvardiol |

| Arbitro: | Orsato |

|                                              |                      |                                         |
| De Bruyne 76’                                | Marcatori            | 12’ Rodrygo                             |
| Álvarez Bernardo Silva Kovačić Foden Ederson | Tiri di rigore 3 – 4 | Modrić Bellingham Vázquez Nacho Rüdiger |

| Arbitro: | Turpin |

|                          |           |                          |
| Sané 53’ Kane 57’ (rig.) | Marcatori | 24’, 83’ (rig.) Vinícius |

| Arbitro: | Marciniak |

|                   |           |            |
| Joselu 88’, 90+1’ | Marcatori | 68’ Davies |

##### Finale
| Arbitro: | Vinčić |

|  |           |                           |
|  | Marcatori | 74’ Carvajal 83’ Vinícius |

## Statistiche finali

### Statistiche di squadra
Statistiche aggiornate al 1º giugno 2024.
| Competizione        | Punti | In casa | In casa | In casa | In casa | In casa | In casa | In trasferta | In trasferta | In trasferta | In trasferta | In trasferta | In trasferta | In campo neutro | In campo neutro | In campo neutro | In campo neutro | In campo neutro | In campo neutro | Totale | Totale | Totale | Totale | Totale | Totale | DR  |
| Competizione        | Punti | G       | V       | N       | P       | Gf      | Gs      | G            | V            | N            | P            | Gf           | Gs           | G               | V               | N               | P               | Gf              | Gs              | G      | V      | N      | P      | Gf     | Gs     | DR  |
| ------------------- | ----- | ------- | ------- | ------- | ------- | ------- | ------- | ------------ | ------------ | ------------ | ------------ | ------------ | ------------ | --------------- | --------------- | --------------- | --------------- | --------------- | --------------- | ------ | ------ | ------ | ------ | ------ | ------ | --- |
| Liga                | 95    | 19      | 16      | 3       | 0       | 48      | 9       | 19           | 13           | 5            | 1            | 39           | 17           | -               | -               | -               | -               | -               | -               | 38     | 29     | 8      | 1      | 87     | 26     | +61 |
| Coppa del Re        | -     | 0       | 0       | 0       | 0       | 0       | 0       | 2            | 1            | 0            | 1            | 5            | 5            | -               | -               | -               | -               | -               | -               | 2      | 1      | 0      | 1      | 5      | 5      | 0   |
| Champions League    | 18    | 6       | 4       | 2       | 0       | 14      | 7       | 6            | 4            | 2            | 0            | 12           | 8            | 1               | 1               | 0               | 0               | 2               | 0               | 13     | 9      | 4      | 0      | 28     | 15     | +13 |
| Supercopa de España | -     | -       | -       | -       | -       | -       | -       | -            | -            | -            | -            | -            | -            | 2               | 2               | 0               | 0               | 9               | 4               | 2      | 2      | 0      | 0      | 9      | 4      | +5  |
| Totale              | -     | 25      | 20      | 5       | 0       | 62      | 16      | 27           | 18           | 7            | 2            | 56           | 30           | 3               | 3               | 0               | 0               | 11              | 4               | 55     | 41     | 12     | 2      | 129    | 50     | +79 |

### Andamento in campionato
| Giornata  | 1 | 2 | 3 | 4 | 5 | 6 | 7 | 8 | 9 | 10 | 11 | 12 | 13 | 14 | 15 | 16 | 17 | 18 | 19 | 20 | 21 | 22 | 23 | 24 | 25 | 26 | 27 | 28 | 29 | 30 | 31 | 32 | 33 | 34 | 35 | 36 | 37 | 38 |
| --------- | - | - | - | - | - | - | - | - | - | -- | -- | -- | -- | -- | -- | -- | -- | -- | -- | -- | -- | -- | -- | -- | -- | -- | -- | -- | -- | -- | -- | -- | -- | -- | -- | -- | -- | -- |
| Luogo     | T | T | T | C | C | T | C | T | C | T  | T  | C  | C  | T  | C  | T  | C  | T  | C  | T  | C  | T  | C  | C  | T  | C  | T  | C  | T  | C  | T  | C  | T  | C  | T  | C  | T  | C  |
| Risultato | V | V | V | V | V | P | V | V | V | N  | V  | N  | V  | V  | V  | N  | V  | V  | V  | V  | V  | V  | N  | V  | N  | V  | N  | V  | V  | V  | V  | V  | V  | V  | V  | V  | N  | N  |
| Posizione | 3 | 1 | 1 | 1 | 1 | 3 | 2 | 1 | 1 | 1  | 1  | 2  | 2  | 1  | 1  | 2  | 2  | 1  | 1  | 1  | 1  | 1  | 1  | 1  | 1  | 1  | 1  | 1  | 1  | 1  | 1  | 1  | 1  | 1  | 1  | 1  | 1  | 1  |

Legenda:

Luogo: C = Casa; T = Trasferta. Risultato: V = Vittoria; N = Pareggio; P = Sconfitta.

### Statistiche dei giocatori
| Giocatore         | Liga     | Liga | Liga        | Liga       | Coppa del Re | Coppa del Re | Coppa del Re | Coppa del Re | Champions League | Champions League | Champions League | Champions League | Supercoppa di Spagna | Supercoppa di Spagna | Supercoppa di Spagna | Supercoppa di Spagna | Totale   | Totale | Totale      | Totale     |
| Giocatore         | Presenze | Reti | Ammonizioni | Espulsioni | Presenze     | Reti         | Ammonizioni  | Espulsioni   | Presenze         | Reti             | Ammonizioni      | Espulsioni       | Presenze             | Reti                 | Ammonizioni          | Espulsioni           | Presenze | Reti   | Ammonizioni | Espulsioni |
| ----------------- | -------- | ---- | ----------- | ---------- | ------------ | ------------ | ------------ | ------------ | ---------------- | ---------------- | ---------------- | ---------------- | -------------------- | -------------------- | -------------------- | -------------------- | -------- | ------ | ----------- | ---------- |
| D. Alaba          | 14       | 0    | 2           | 0          | 0            | 0            | 0            | 0            | 3                | 0                | 1                | 0                | 0                    | 0                    | 0                    | 0                    | 17       | 0      | 3           | 0          |
| R. Álvaro         | 1        | 0    | 0           | 0          | 1            | 0            | 0            | 0            | 0                | 0                | 0                | 0                | 0                    | 0                    | 0                    | 0                    | 2        | 0      | 0           | 0          |
| Kepa Arrizabalaga | 14       | -9   | 1           | 0          | 1            | -1           | 0            | 0            | 4                | -5               | 1                | 0                | 1                    | -3                   | 0                    | 0                    | 20       | -18    | 2           | 0          |
| J. Bellingham     | 28       | 19   | 5           | 1          | 1            | 0            | 1            | 0            | 11               | 4                | 2                | 0                | 2                    | 0                    | 1                    | 0                    | 42       | 23     | 9           | 1          |
| E. Camavinga      | 31       | 0    | 9           | 0          | 2            | 0            | 1            | 0            | 11               | 0                | 3                | 0                | 2                    | 0                    | 0                    | 0                    | 46       | 0      | 13          | 0          |
| Á. Carrillo       | 0        | 0    | 0           | 0          | 1            | 0            | 0            | 0            | 0                | 0                | 0                | 0                | 0                    | 0                    | 0                    | 0                    | 1        | 0      | 0           | 0          |
| D. Carvajal       | 28       | 4    | 5           | 1          | 1            | 0            | 1            | 0            | 10               | 1                | 3                | 0                | 2                    | 1                    | 0                    | 0                    | 41       | 6      | 9           | 1          |
| D. Ceballos       | 20       | 0    | 2           | 0          | 2            | 0            | 0            | 0            | 3                | 1                | 0                | 0                | 2                    | 0                    | 0                    | 0                    | 27       | 1      | 2           | 0          |
| T. Courtois       | 4        | -0   | 0           | 0          | 0            | -0           | 0            | 0            | 1                | -0               | 0                | 0                | 0                    | -0                   | 0                    | 0                    | 5        | -0     | 0           | 0          |
| B. Díaz           | 30       | 8    | 0           | 0          | 2            | 1            | 1            | 0            | 9                | 2                | 0                | 0                | 2                    | 1                    | 1                    | 0                    | 43       | 12     | 2           | 0          |
| F. García         | 25       | 1    | 2           | 0          | 2            | 0            | 0            | 0            | 4                | 0                | 0                | 0                | 0                    | 0                    | 0                    | 0                    | 31       | 1      | 2           | 0          |
| G. García         | 2        | 0    | 0           | 0          | 0            | 0            | 0            | 0            | 0                | 0                | 0                | 0                | 0                    | 0                    | 0                    | 0                    | 2        | 0      | 0           | 0          |
| A. Güler          | 10       | 6    | 1           | 0          | 1            | 0            | 0            | 0            | 0                | 0                | 0                | 0                | 1                    | 0                    | 0                    | 0                    | 12       | 6      | 1           | 0          |
| Joselu            | 34       | 10   | 1           | 0          | 2            | 2            | 0            | 0            | 11               | 5                | 0                | 0                | 2                    | 0                    | 0                    | 0                    | 49       | 17     | 1           | 0          |
| T. Kroos          | 33       | 1    | 2           | 0          | 1            | 0            | 0            | 0            | 12               | 0                | 2                | 0                | 2                    | 0                    | 0                    | 0                    | 48       | 1      | 4           | 0          |
| A. Lunin          | 21       | -16  | 2           | 0          | 1            | -4           | 0            | 0            | 8                | -10              | 0                | 0                | 1                    | -1                   | 0                    | 0                    | 31       | -31    | 2           | 0          |
| M. Martín         | 2        | 0    | 0           | 0          | 1            | 0            | 0            | 0            | 0                | 0                | 0                | 0                | 0                    | 0                    | 0                    | 0                    | 3        | 0      | 0           | 0          |
| F. Mendy          | 23       | 0    | 5           | 0          | 1            | 0            | 0            | 0            | 11               | 0                | 0                | 0                | 2                    | 1                    | 0                    | 0                    | 37       | 1      | 5           | 0          |
| E. Militão        | 10       | 0    | 0           | 0          | 0            | 0            | 0            | 0            | 3                | 0                | 0                | 0                | 0                    | 0                    | 0                    | 0                    | 13       | 0      | 0           | 0          |
| L. Modrić         | 32       | 2    | 2           | 0          | 1            | 0            | 0            | 0            | 11               | 0                | 0                | 0                | 2                    | 0                    | 0                    | 0                    | 46       | 2      | 2           | 0          |
| Nacho             | 29       | 0    | 4           | 2          | 2            | 0            | 0            | 0            | 12               | 0                | 1                | 0                | 2                    | 0                    | 0                    | 0                    | 45       | 0      | 5           | 2          |
| N. Paz            | 4        | 0    | 0           | 0          | 1            | 0            | 0            | 0            | 3                | 1                | 0                | 0                | 0                    | 0                    | 0                    | 0                    | 8        | 1      | 0           | 0          |
| Rodrygo           | 34       | 10   | 2           | 0          | 2            | 1            | 0            | 0            | 13               | 5                | 0                | 0                | 2                    | 1                    | 0                    | 0                    | 51       | 17     | 2           | 0          |
| A. Rüdiger        | 33       | 1    | 7           | 0          | 1            | 0            | 0            | 0            | 12               | 0                | 0                | 0                | 2                    | 1                    | 1                    | 0                    | 48       | 2      | 8           | 0          |
| V. Tobias         | 0        | 0    | 0           | 0          | 1            | 0            | 0            | 0            | 0                | 0                | 0                | 0                | 0                    | 0                    | 0                    | 0                    | 1        | 0      | 0           | 0          |
| A. Tchouaméni     | 27       | 3    | 6           | 0          | 1            | 0            | 1            | 0            | 8                | 0                | 3                | 0                | 2                    | 0                    | 0                    | 0                    | 38       | 3      | 10          | 0          |
| F. Valverde       | 37       | 2    | 2           | 0          | 2            | 0            | 0            | 0            | 13               | 1                | 0                | 0                | 2                    | 0                    | 0                    | 0                    | 54       | 3      | 2           | 0          |
| L. Vázquez        | 28       | 3    | 0           | 0          | 0            | 0            | 0            | 0            | 9                | 0                | 2                | 0                | 0                    | 0                    | 0                    | 0                    | 37       | 3      | 2           | 0          |
| Vinícius          | 26       | 15   | 7           | 0          | 1            | 0            | 1            | 0            | 10               | 6                | 2                | 0                | 2                    | 3                    | 0                    | 0                    | 39       | 24     | 10          | 0          |